# Скоротливий термогенез
Скоротли́вий термогене́з — збільшення теплопродукції організму за рахунок терморегуляційної активності м'язів (дрижальний і недрижальний). Характерне для багатьох хребетних і безхребетних тварин.

## У комах
Перед зльотом у повітря низка комах піднімають температуру власного тіла за допомогою скорочень крилових м'язів, які не призводять до руху крил. Вперше скоротливий термогенез було детально описано в жука гнойовика звичайного у 1941 році. Скорочення м'язів допомагає жукам розігрітися для польоту в прохолодний час доби.